# Golden Kids
I Golden Kids sono stati un gruppo vocale-strumentale cecoslovacco di musica pop creato il 1º novembre 1968 costituito da Marta Kubišová (České Budějovice, 1º novembre 1942), Václav Neckář (Praga, 23 ottobre 1943) e Helena Vondráčková (Slatinany, 24 giugno 1947).
Il loro primo singolo Dam Dam (1968) spianò la strada al successo. Il 1969 è un anno denso di avvenimenti importanti per il gruppo: in gennaio la partecipazione a Cannes al MIDEM e il loro nuovo show "Micro Magic Cirucs" al teatro Karlin di Praga.
Il grande successo riscosso, non solo in patria ma anche all'estero, è testimoniato dalla pubblicazione per il mercato tedesco di due singoli "Wo ist der Clown/Wir leben mit dem Sonnenschein" e "No/Was vorbei ist" su etichetta Polydor e dalla partecipazione al festival musicale "Singing Europe 69" di Scheveningen (Paesi Bassi).
Nel gennaio 1970, all'apice del successo, il gruppo è in tour in Cecoslovacchia. Il 3 febbraio 1970 la leader Marta Kubišová, che non aveva usato parole tenere contro il nuovo assetto politico cecoslovacco incarnato nella persona di Gustáv Husák e dopo la pubblicazione del singolo Tajga Blues, viene interdetta dalle pubbliche apparizioni e il gruppo cessa formalmente di esistere. Tutti i componenti hanno poi continuato una prolifica carriera solistica fino ai giorni nostri.

## Backing band
- Ota Petřina - chitarra
- Miloš Svoboda - chitarra ritmica
- Zdeněk Rytíř - basso
- Petr Formánek - piano
- Petr Hejduk - batteria

## Discografia

### Album in studio
- 1969 - Micro-Magic-Circus (Supraphon)
- 1970 - Golden Kids (Supraphon)

### Album live
- 1995 - Golden Kids Comeback Live

### Raccolte
- 2002 - 24 Golden Hits (Supraphon)